# Viêm mũi dị ứng
Viêm mũi dị ứng, còn được gọi là sốt cỏ khô, là một loại viêm trong mũi xảy ra khi hệ thống miễn dịch phản ứng quá mức với các chất gây dị ứng trong không khí. Các dấu hiệu và triệu chứng bao gồm sổ mũi hoặc nghẹt mũi, hắt hơi, đỏ, ngứa và chảy nước mắt và sưng quanh mắt. Chất lỏng chảy từ mũi thường là trong. Triệu chứng khởi phát thường trong vòng vài phút sau khi tiếp xúc và chúng có thể ảnh hưởng đến giấc ngủ, khả năng làm việc và khả năng tập trung ở trường. Những người có triệu chứng là do phấn hoa thường phát triển các triệu chứng trong những thời điểm cụ thể trong năm. Nhiều người bị viêm mũi dị ứng cũng bị hen suyễn, viêm kết mạc dị ứng hoặc viêm da dị ứng.
Viêm mũi dị ứng thường được kích hoạt bởi các chất gây dị ứng môi trường như phấn hoa, lông vật nuôi, bụi hoặc nấm mốc. Di truyền và phơi nhiễm môi trường góp phần vào sự phát triển của dị ứng. Việc lớn lên trong một trang trại và có nhiều anh chị em làm giảm bớt rủi ro. Cơ chế cơ bản liên quan đến các kháng thể IgE gắn vào chất gây dị ứng và gây ra sự giải phóng các hóa chất gây viêm như histamine từ tế bào mast. Chẩn đoán thường dựa trên tiền sử bệnh lý kết hợp với xét nghiệm chích da hoặc xét nghiệm máu để tìm kháng thể IgE đặc hiệu với chất gây dị ứng. Những xét nghiệm này, tuy nhiên, đôi khi là dương tính giả. Các triệu chứng dị ứng giống như các triệu chứng cảm lạnh thông thường; tuy nhiên, chúng thường kéo dài hơn hai tuần và thường không bao gồm sốt.
Tiếp xúc với động vật trong giai đoạn tuổi thơ có thể làm giảm nguy cơ phát triển dị ứng với chúng sau này. Một số loại thuốc có thể cải thiện các triệu chứng bao gồm steroid mũi, thuốc kháng histamine như diphenhydramine, natri cromolyn và thuốc đối kháng thụ thể leukotriene như montelukast. Tuy nhiên thuốc này là không đủ hoặc không liên quan đến tác dụng phụ ở nhiều người. Tiếp xúc với những người tiếp xúc với lượng chất gây dị ứng lớn hơn và lớn hơn, được gọi là liệu pháp miễn dịch dị ứng, thường có hiệu quả. Chất gây dị ứng có thể được tiêm dưới da hoặc ngậm dưới dạng viên dưới lưỡi. Điều trị thường kéo dài ba đến năm năm sau đó lợi ích của điều trị có thể được kéo dài hơn.
Viêm mũi dị ứng là loại dị ứng ảnh hưởng đến số lượng người lớn nhất. Ở các nước phương Tây, khoảng 10-30% người dân bị ảnh hưởng trong một năm nhất định. Viêm mũi dị ứng là phổ biến nhất trong độ tuổi từ hai mươi đến bốn mươi. Mô tả chính xác đầu tiên là từ bác sĩ Rhazes thế kỷ thứ 10. Phấn hoa được Charles Blackley xác định là nguyên nhân gây viêm vào năm 1859. Năm 1906, cơ chế của bệnh được Clemens von Pirquet  xác định  Mối liên hệ với cỏ khô xuất hiện do một lý thuyết ban đầu (và không chính xác) rằng các triệu chứng của dị ứng này được tạo ra bởi mùi cỏ khô mới.